# 도사쿠로시오 철도 나카무라선
나카무라 선(일본어: 中村線)은 일본 고치현 다카오카군 시만토정의 구보카와역부터 시만토시의 나카무라 역에 이르는 도사쿠로시오 철도의 철도 노선이다. 역 넘버링에 의한 기호는 TK로, 시코쿠 여객철도 도산 선, 도사쿠로시오 철도 스쿠모 선과의 연번으로 되어 있다. 스쿠모 선과 함께 시만토 쿠로시오 라인이라는 애칭이 붙여져 있다.

## 노선 정보
- 노선 거리 (영업 거리) : 43.0km
- 궤간 : 1,067mm
- 역 수 : 15역 (기.종점역 포함)
- 복선화 구간 : 없음 (전 구간 단선)
- 전철화 구간 : 없음 (전 구간 비전철화)
- 폐색 방식 : 단선 자동 폐색식
- 교환 가능역 · 신호장 : 3 (가와오쿠 신호장 · 도사사가 역 · 우키부치 역)
- 최고 속도 : 110km/h
- 최소 곡선 반경
  - 구보카와 - 이요키 구간 : 250m
  - 이요키 - 나카무라 구간 : 280m

## 역 목록
| 역 번호 | 역명             | 일어 역명  | 역간 거리 | 영업 거리 | 접속 노선                               | 소재지     | 소재지     |
| ------- | ---------------- | ---------- | --------- | --------- | --------------------------------------- | ---------- | ---------- |
| TK 26   | 구보카와         | 窪川       | -         | 0.0       | 시코쿠 여객철도 도산 선 (K 26)          | 다카오카군 | 시만토정   |
| TK 27   | 와카이           | 若井       | 4.4       | 4.4       | 시코쿠 여객철도 요도 선 (G 27)          | 다카오카군 | 시만토정   |
|         | 가와오쿠 신호장  | 川奥信号場 | -         | (8.0)     | (나카무라 선과 요도 선과의 실제 분기점) | 하타군     | 구로시오정 |
| TK 28   | 가이나           | 荷稲       | 9.4       | 13.8      |                                         | 하타군     | 구로시오정 |
| TK 29   | 이요키           | 伊与喜     | 4.3       | 18.1      |                                         | 하타군     | 구로시오정 |
| TK 30   | 도사사가         | 土佐佐賀   | 2.7       | 20.8      |                                         | 하타군     | 구로시오정 |
| TK 31   | 사가코엔         | 佐賀公園   | 2.1       | 22.9      |                                         | 하타군     | 구로시오정 |
| TK 32   | 도사시라하마     | 土佐白浜   | 1.2       | 24.1      |                                         | 하타군     | 구로시오정 |
| TK 33   | 아리가와         | 有井川     | 3.5       | 27.6      |                                         | 하타군     | 구로시오정 |
| TK 34   | 도사카미카와구치 | 土佐上川口 | 1.6       | 29.2      |                                         | 하타군     | 구로시오정 |
| TK 35   | 우미노오무카에   | 海の王迎   | 0.9       | 30.1      |                                         | 하타군     | 구로시오정 |
| TK 36   | 우키부치         | 浮鞭       | 1.6       | 31.7      |                                         | 하타군     | 구로시오정 |
| TK 37   | 도사이리노       | 土佐入野   | 2.6       | 34.3      |                                         | 하타군     | 구로시오정 |
| TK 38   | 니시오가타       | 西大方     | 2.9       | 37.2      |                                         | 하타군     | 구로시오정 |
| TK 39   | 고쓰카           | 古津賀     | 3.7       | 40.9      |                                         | 시만토시   | 시만토시   |
| TK 40   | 나카무라         | 中村       | 2.1       | 43.0      | 도사쿠로시오 철도 스쿠모 선             | 시만토시   | 시만토시   |